# دورة ميلر
في الهندسة التطبيقية، دورة ميلر هي دورة ديناميكية حرارية استُخدمت في أحد أنواع محرك الاحتراق الداخلي. اختُرعت دورة ميلر بواسطة المهندس الأمريكي رالف ميلر، و سُجلت براءة الاختراع برقم 2817322 بتاريخ 24 ديسمبر 1957. يُمكن للمحرك الذي يعمل على دورة ميلر أن يكون ثنائي الشوط أو رباعي الأشواط، و يمكن أن يستخدم وقود الديزل أو الغازات أو وقود مزدوج.

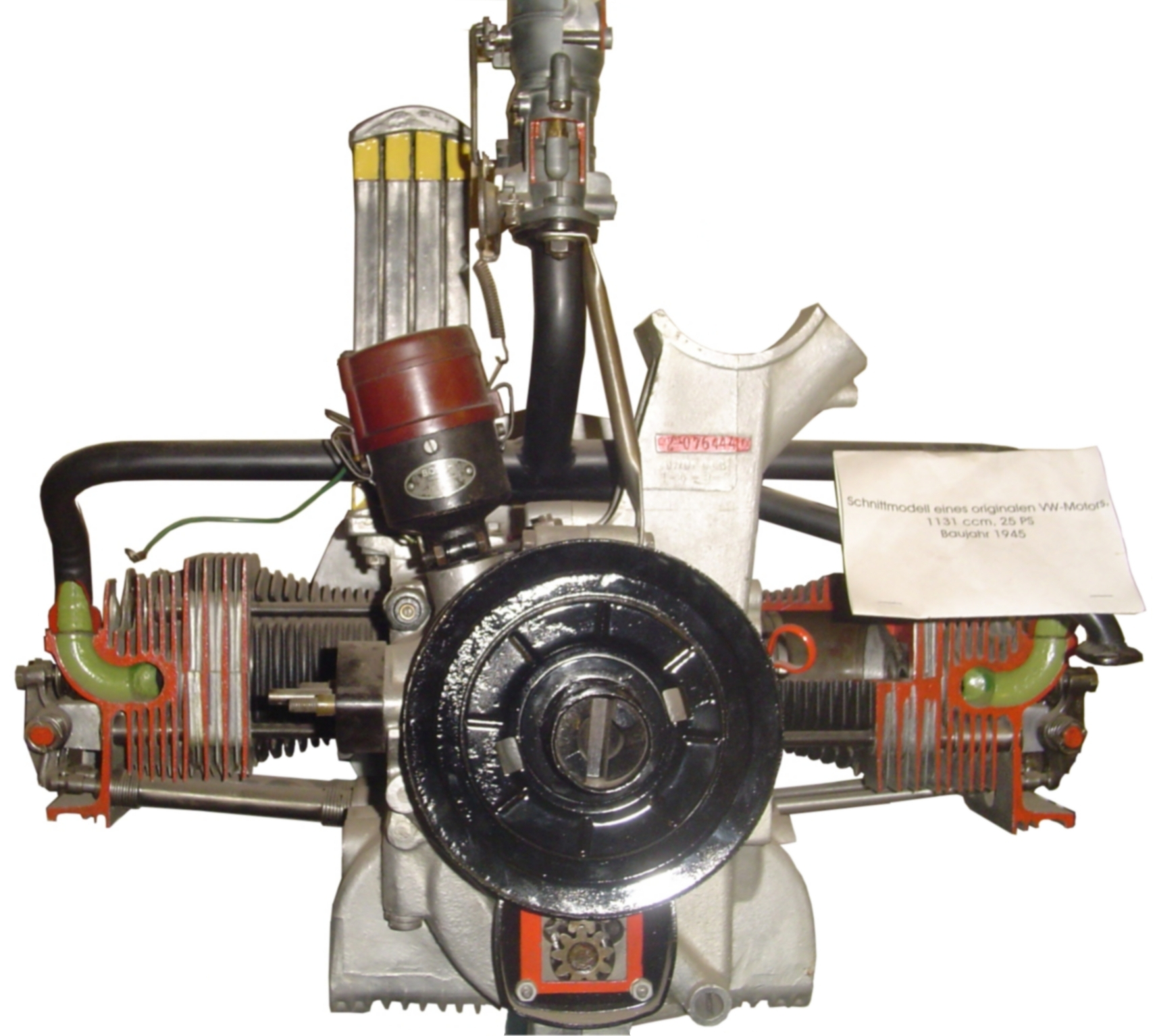
محرك مسطح رباعي الأسطوانات

استُخدم لأول مرة هذا النوع من المحركات في السفن، و محطات توليد الطاقة الثابتة، و يُستخدم الآن لبعض قاطرات السكك الحديدية مثل جي أي باور هول ‏. قامت مازدا باستخدام الدورة في محركها كيه جيه-زيم ‏، سداسي الأسطوانات على شكل حرف v، الذي استُخدم في سيارة مازدا ميلينا ‏، و في السيارة الفاخرة مازدا إيرونوس 800 (أستراليا).
في الآونة الأخيرة استخدمت سوبارو محرك مسطح رباعي الأسطوانات في سيارة هجينة لتحقيق فكرتها «السيارة الهجينة التوربينية» المعروف باسم سوبارو بي5-تي بي اتش، و قدمت شركة نيسان محرك صغير مكون من ثلاثة أسطوانات مع صمام دخول متغير التوقيت، زعمت أنه يعمل على دورة أتكينسون عند الحمل المنخفض (لذلك لن تشكل كثافة القدرة المنخفضة أي عائق)، أو على دورة ميلر عند الزيادة الطفيفة في الضغط المنخفض (ضغط دخول شحنة الوقود و الهواء) بسبب استخدام شاحن توربيني فائق (بالإنجليزية: Supercharger)، أو في حالة الشغل العادية، و يعمل على دورة أوتو عند الأحمال المرتفعة (كثافة القدرة المرتفعة).
في المثال الأخير (استخدام نيسان)، لا تسمح طبيعة دورة ميلر للشاحن التوربيني الفائق أن يكون أقوى بشكل معتدل فقط، بل تجعله يؤدي بشكل أفضل أيضا، كما تقلل استهلاك وقود الديزل و الانبعاثات، على عكس الاستخدام المعتاد للشاحن التوربيني الفائق الذي يزيد من استهلاك الوقود.

## نظرة عامة
يستخدم محرك الاحتراق الداخلي الترددي التقليدي أربع أشواط، اثنان منهما يمكن اعتبارهما ذي قدرة مرتفعة و هما: شوط الانضغاط (تنتقل طاقة كبيرة من عمود المرفق إلى الشحنة)، و شوط القدرة (تنتقل طاقة كبيرة من غازات الاحتراق إلى عمود المرفق).

أسطوانة محرك احتراق داخلي ترددي رباعي الأشواط

يظل صمام الدخول مفتوحا في دورة ميلر أكثر مما يكون في محرك دورة أوتو. و بسبب ذلك يحدث الانضغاط على مرحلتين منفصلتين، الأولى عندما يكون صمام الدخول مفتوحا و الثانية عندما يُغلق. و بهذا يمكن اعتبار تقديم دورة ميلر لشوط «خامس» جديد. عندما يتحرك المكبس لأعلى في شوط الانضغاط، يدفع جزءا من الشحنة خارج الأسطوانة من صمام الدخول الذي مازال مفتوحا. يتسبب فقد جزء من الشحنة في انخفاض القدرة الناتجة. و برغم ذلك، يتم تعويض ذلك في دورة ميلر باستخدام شاحن توربيني فائق. يجب أن يكون الشاحن في الغالب موجب الإزاحة لقدرته على زيادة ضغط الدخول عند سرعات المحرك المنخفضة، و بدون ذلك سيتأثر المحرك عند السرعات الدورانية المنخفضة.
في محرك دورة ميلر، يبدأ المكبس بضغط خليط الوقود و الهواء فقط بعدما يغلق صمام الدخول، و يغلق صمام الدخول بعدما يتحرك المكبس لمسافة معينة أسفل النقطة الميتة السفلى، تكون حوالي 20 إلى 30% من شوط المكبس بداية من النقطة الميتة العليا. لذلك في دورة ميلر، يضغط المكبس خليط الوقود و الهواء في آخر 70 إلى 80% من شوط الانضغاط. أثناء بداية شوط الانضغاط، يدفع المكبس جزء من خليط الوقود و الهواء من خلال صمام الدخول، الذي مازال مفتوحا، لتعود إلى أنبوب الدخول المتشعب (بالإنجليزية: Inlet manifold).

### درجة حرارة الشحنة
في محرك الاشعال بالشرارة التقليدي، تظهر لدورة ميلر فائدة إضافية. يتم ضغط الهواء الداخل أولا بواسطة شاحن توربيني فائق ثم يُبرد بواسطة مُبرد بيني. ينتج عن انخفاض درجة حرارة الهواء الداخل مع الانضغاط المنخفض لشحنة الدخول، انخفاض درجة الحرارة النهائية للشحنة عما كانت ستكون عليه إن تم زيادة الضغط بالمكبس بالطريقة التقليدية. يسمح هذا بتحسين توقيت الإشعال ليصبح بعد الوقت المسموح قبل حدوث الطقطقة، مما يزيد نسبة الانضغاط فتزداد الكفاءة. ميزة أخرى لانخفاض درجة الحرارة النهائية للشحنة، هي انخفاض انبعاثات أكاسيد النيتروجين في محركات الديزل، و التي تُعد عامل تصميم مهم لمحركات الديزل الكبيرة في السفن و محطات الطاقة.

### نسبة الانضغاط
تزداد الكفاءة بالحصول على نفس نسبة الانضغاط الفعالة و نسبة تمدد أكبر. يسمح ذلك باستخراج شغل أكبر من الغازات المتمدده أثناء تمددها للضغط الجوي تقريبا. في نهاية شوط التمدد في محرك اشعال بشرارة، يكون ضغط الغازات حوالي 5 أضعاف الضغط الجوي عندما يُفتح صمام العادم. و لأن شوط الانضغاط مقيد بنسبة الانضغاط المحددة، مازال يمكن استخراج بعض الشغل من الغاز عن طريق تأخير و غلق صمام الدخول في دورة ميلر، الذي بدوره يقصر شوط الانضغاط بالنسبة لشوط التمدد، ممما يسمح للغازات بالتمدد للضغط الجوي، فتزداد كفاءة الدورة.

### مفاقيد الشاحن التوربيني الفائق
تصحب فوائد استخدام الشواحن التوربينية الفائقة موجبة الازاح، مفاقيد نتيجة الحمل الاضافي (بالإنجليزية: parasitic load). تُستهلك حوالي 15 إلى 20% من قدرة المحرك لتشغيل الشاحن التوربيني الفائق، الذي يضغط الهواء الداخل للمحرك.

### المميزات و العيوب الرئيسية
إن الميزة الأساسية للدورة هي أن نسبة التمدد أكبر من نسبة الانضغاط. يمكن خفض انبعاثات أكاسيد النيتروجين لمحركات الديزل، أو تجنب الطقطقة في محركات الاشعال بالشرارة عن طريق استخدام تبريد بيني بعد الشاحن التوربيني الفائق.

## ملخص الاختراع
تصف النظرة العامة المذكورة في بداية المقالة، نسخة حديثة من دورة ميلر، تختلف عن تلك التي سُجلت براءة اختراعها في عام 1957. تصف براءة الاختراع «طريقة جديدة و مطورة لتشغيل محرك مزود بشاحن توربيني فائق و تبريد بيني». قد يكون المحرك ثنائي أو رباعي الدورة، و قد يعمل على وقود الديزل أو وقود ثنائي أو غاز و من الواضح أن مصطلح غاز هنا يعني الوقود غازي و ليس بنزين.
في مخطط الدورة، يكون ضغط الشاحن الموضح ناتج عن شاحن توربيني، و ليس شاحن توربيني فائق موجب الإزاحة. يحتوي المحرك (الذي قد يكون ثنائي أو رباعي الشوط) على صمام تقليدي لكن هناك أيضا صمام تحكم في الانضغاط إضافي، في رأس الأسطوانة. تعمل إليه منظمة بواسطة ضغط هواء أنبوب الدخول المتشعب، فتتحكم في رفع صمام التحكم في الانضغاط أثناء جزء من شوط الانضغاط، و تحرر بعض الهواء من الأسطوانة إلي الأنبوب المتشعب للعادم. 
يحصل صمام التحكم في الانضغاط على أقصى قوة رفع عند الحِمل الكامل، و يحصل على أقل رفع عند اللا حِمل. الهدف من ذلك هو الحصول على محرك بنسبة انضغاط متغيرة ‏. عندما يزداد ضغط هواء أنبوب الدخول المتشعب (لاستخدام شاحن توربيني) تنخفض نسبة الانضغاط الفعالة في الأسطوانة (لزيادة رفع صمام التحكم في الانضغاط)، و العكس صحيح. سيؤدي هذا للتأكد من الحصول على بداية تشغيل للمحرك و اشعال للوقود مناسبين عند الأحمال الخفيفة.

## محرك دورة أتكينسون

رسم متحرك لأحد أنواع محركات دورة أتكينسون

تستخدم طريقة مشابه للغلق المتأخر للصمام في بعض الطرازات من محركات دورة أتكينسون، لكن بدون استخدام شاحن توربيني فائق. تتواجد هذه المحركات عموما في المركبات الكهربية الهجينة، حيث تكون الكفاءة هي الهدف المرجو، و يتم تعويض القدرة المفقودة مقارنة بدورة ميلر، من خلال استخدام المحركات الكهربية.

## وصلات خارجية
- دورة ميلر